# Nikolaj Alexejevič Někrasov
Nikolaj Alexejevič Někrasov (rusky Никола́й Алексе́евич Некра́сов, 28. listopadujul./ 10. prosince 1821greg. Nemyriv — 27. prosince 1877jul./ 8. ledna 1878greg. Petrohrad) byl ruský básník, spisovatel a kritik. Byl také editorem několika literárních časopisů. Jeho dílo je spojeno s tzv. naturální školou, jejíž almanachy redigoval.
Díky svým veršům o rolnících si získal obdiv radikálních a liberálních kruhů ruské inteligence, např. Nikolaje Černyševského.
Je pochován na Novoděvičím hřbitově v Sankt-Petěrburgu.

## Fotogalerie

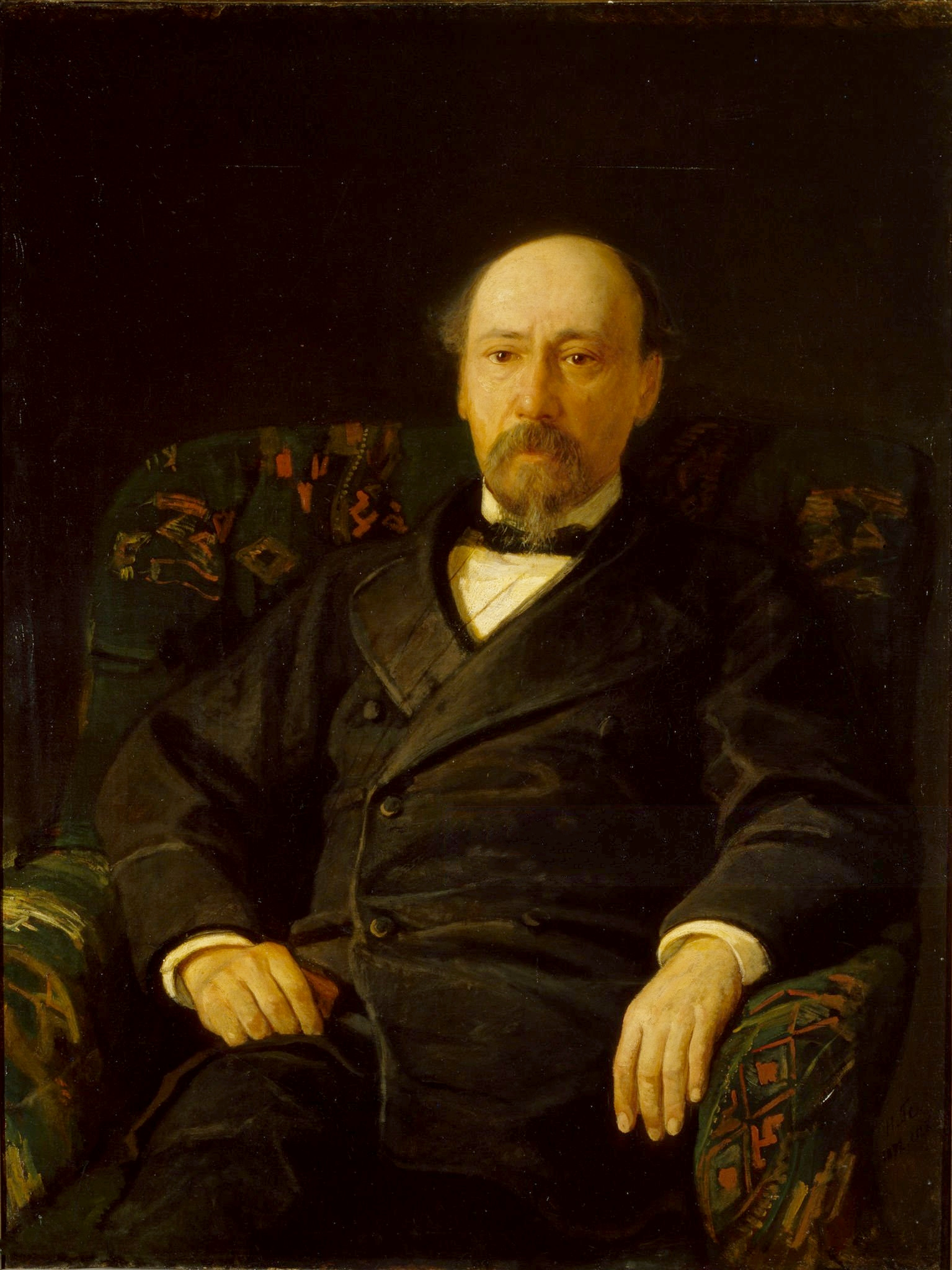
Nikolaj Alexejevič Někrasov (1872)
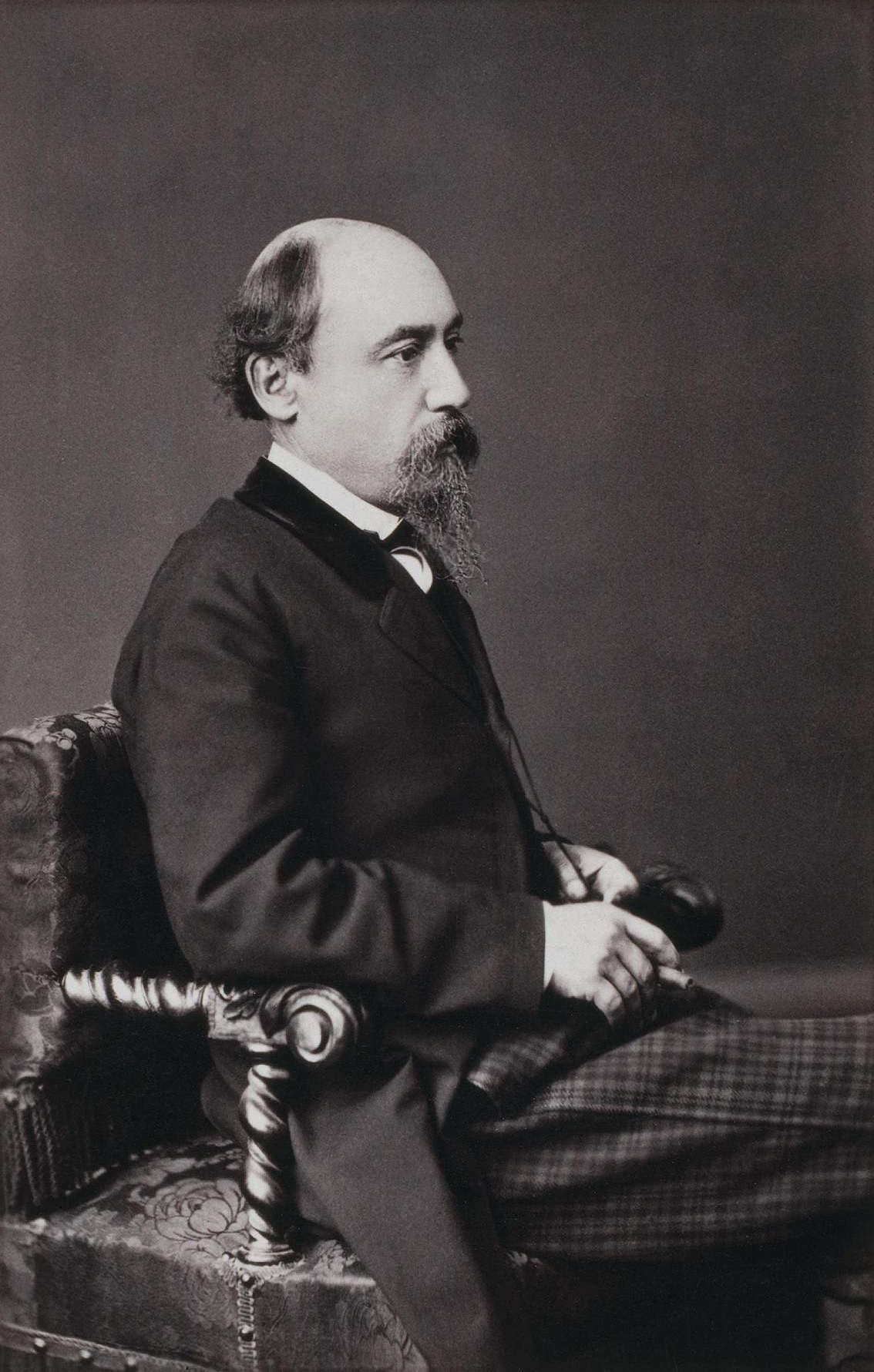
N. A. Někrasov (1878)
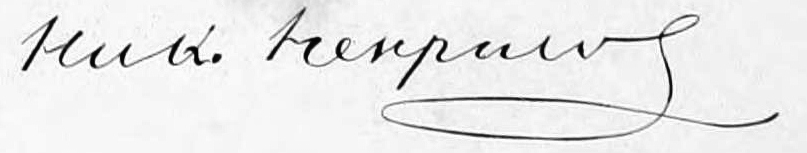
Podpis N. A. Někrasova
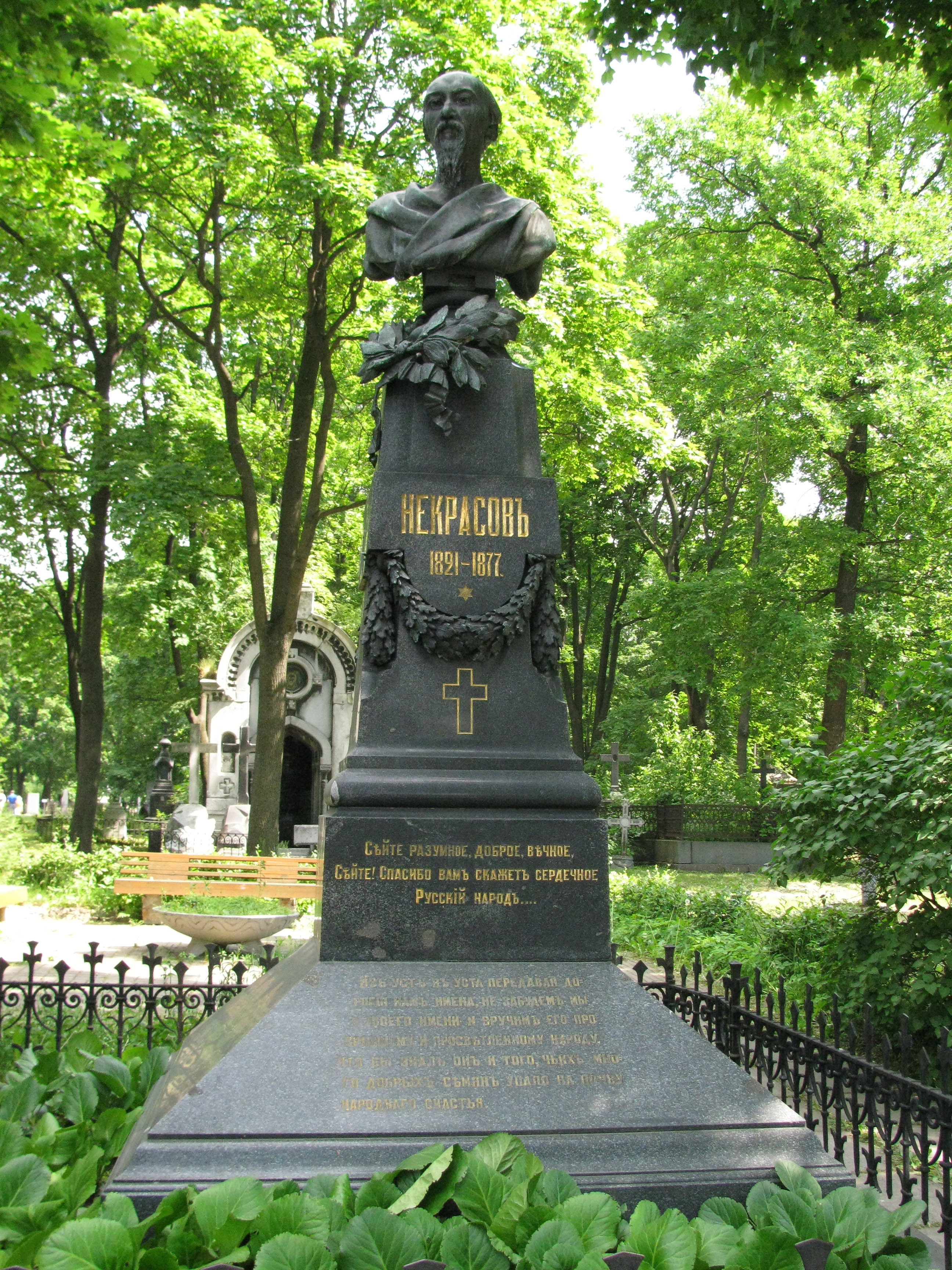
Hrob v Sankt-Petěrburgu
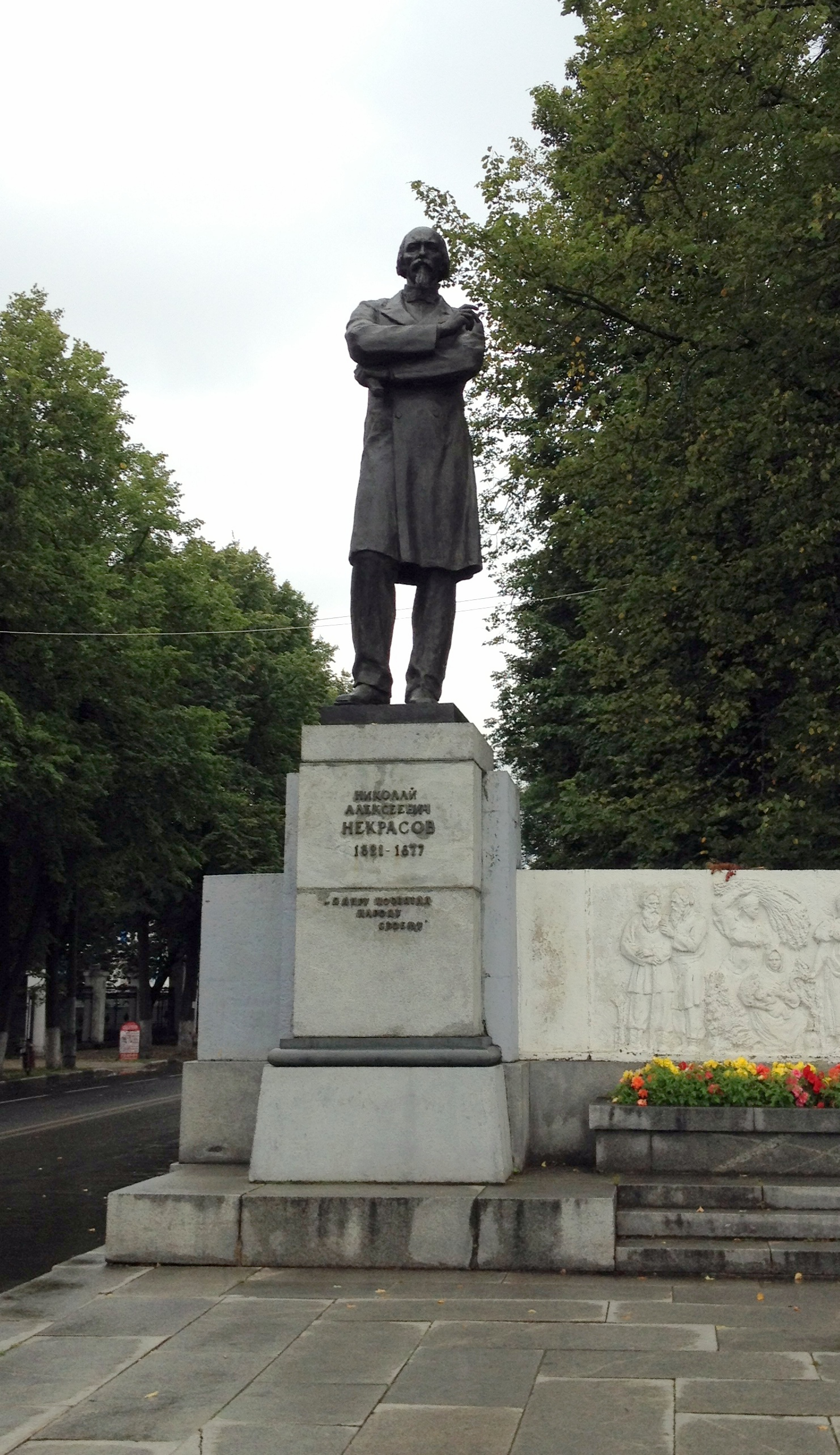
Památník v Jaroslavli